# Kebnekaise
De Kebnekaise, Samisch: Giebmegáisi of Giebnegáisi, is de hoogste berg van Zweden. De Kebnekaise heeft twee toppen, waarvan de zuidelijke top vroeger het hoogste was. Deze bestaat uit een gletsjer, waardoor de hoogte varieert en gemiddeld genomen afneemt. De noordelijke top is daardoor sinds 2018 met 2097 meter het hoogste van de twee. De berg bevindt zich in Lapland, zo'n 150 kilometer ten noorden van de poolcirkel en ten westen van de plaats Kiruna, minder dan 30 km van de grens met Noorwegen. De Kebnekaise maakt deel uit van het Scandinavische Hoogland. Er is in de omgeving uitgebreid de mogelijkheid tot bergwandelen.  
Er is op 15 maart 2012 tijdens een grootscheepse legeroefening nabij de berg een Noorse Lockheed C-130 Hercules verongelukt. Dat was tijdens een vlucht van Evenes naar Kiruna.
Akka van Kebnekajse, de leidster van de groep ganzen uit Nils Holgersson, is op de Kebnekaise geboren.

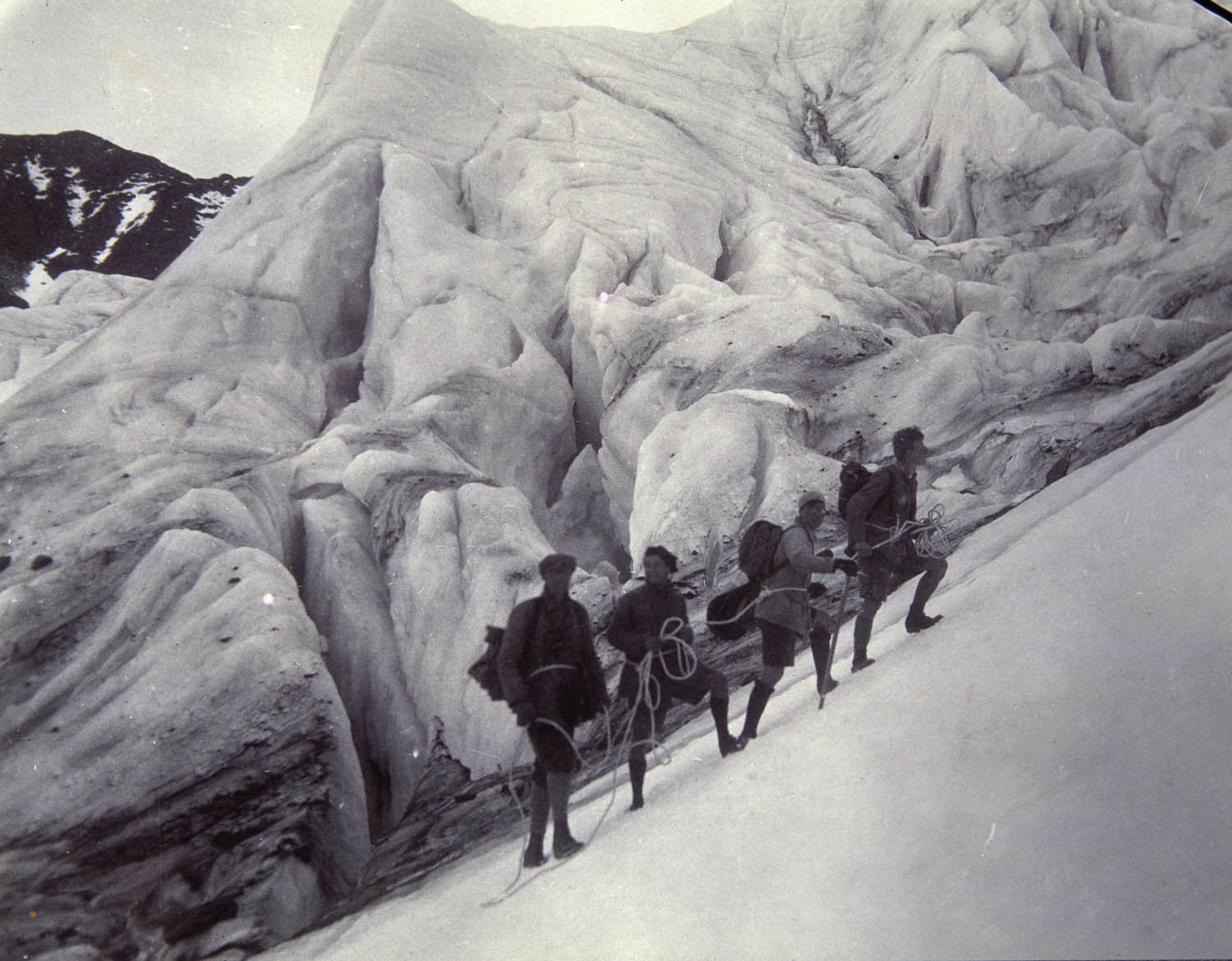
tussen 1900 en 1940

| gemeten hoogte | gemeten hoogte  | gemeten hoogte  |
| jaar           | top             | hoogte in meter |
| -------------- | --------------- | --------------- |
| 2018           | noordelijke top | 2097            |
| 2000 - 2009    | zuidelijke top  | gemiddeld 2106  |
| 2004           | zuidelijke top  | 2013            |
| begin 20e eeuw | zuidelijke top  | 2121            |